# Paradela (Barcelos)
Paradela is een plaats (freguesia) in de Portugese gemeente Barcelos en telt 853 inwoners (2001).